# 劉昊然
劉 昊然（リウ・ハオラン、拼音:Liú Hàorán、1997年10月10日 - ）は、中華人民共和国の俳優、タレント。河南省出身。

## 生い立ち
河南省平頂山市出身、11歳で北京に移り住んだ。北京舞蹈学院付属中等学校を卒業。
2013年、学生だった頃に中国の俳優である陳思誠に指名され「北京ラブストーリー」に出演した。2015年、学校の演劇部門で年間最高の記録を獲得した後、中央戯劇学院に入学した。

## 出演

### テレビドラマ
- 最上のボクら with you（2016年）
- 深夜食堂（2017年）
- 遠大前程（2017年）
- 琅琊榜〈弐〉〜風雲来る長林軍〜（2017年）
- 九州縹緲録〜宿命を継ぐ者〜（2019年）

### Webドラマ
- 廃柴兄弟3（2015年）
- 最好的我們（2016年、余淮）
- 少年変身事件（2016年）
- 你是我的S Girl嗎（2016年、本人）
- 有我在（2016年）

### 映画
- 北京愛情故事（2014年、役名：宋歌）
- 梔子花開（2015年、司会）
- 唐人街探偵 THE BEGINNING（2015年、原題：唐人街探案、役名：チン・フォン（秦風））
- 幸福馬上来（2017年）
- 双生（2017年）
- 大鬧天竺（2017年、二郎神）
- 建軍大業（2017年）
- 空海-KU-KAI- 美しき王妃の謎（2017年、役名：白龍）
- 唐人街探偵 NEW YORK MISSION（2018年、原題：唐人街探案2、役名：チン・フォン（秦風））
- 愛しの母国（2019年、我和我的祖国）
- 愛しの故郷（2020年、我和我的家郷）
- 唐人街探偵 東京MISSION（2020年、原題：唐人街探案3、役名：チン・フォン（秦風））
- 1921（2021年、原題：1921）※2021東京・中国映画週間で上映
- 国境ナイトクルージング（2023年、原題：燃冬）
- デクリプト（2024年、原題：解密）※2024東京・中国映画週間で上映
- 唐探1900（2025年、役名：秦福）
- 南京写真館（2025年、役名：蘇柳昌）

### バラエティ番組
- 真正男子漢（2015年）
- 高能少年団（2017年）

## 歌唱楽曲
- 渴望光栄（2015年）
  - バラエティ番組『真正男子漢』主題歌，歌：劉昊然、王宝強、？
- 猴歴嗨（2016年）
  - 歌:呉莫愁、劉昊然
- 驕傲的少年（2017年）
  - バラエティ番組『高能少年団』主題歌，歌：劉昊然、董子健、王俊凱、張一山、王大陸